# Girolamo Molin
Girolamo Molin (San Vito al Tagliamento, 2 novembre 1778 – Padova, 7 marzo 1851) è stato un medico, veterinario e filosofo italiano.

## Biografia
Si iscrisse all'Università di Padova, dove si laureò in medicina nel 1803 e in seguito anche in filosofia. Terminati gli studi universitari, soggiornò per due anni a Parigi, dove perfezionò la sua preparazione medica negli ospedali della città e presso la famosa École nationale vétérinaire d'Alfort fondata nel 1765 da Claude Bourgelat.
Restò a Treviso fino al 1815, quando fu chiamato all'Università di Padova a ricoprire la cattedra di veterinaria teorica e pratica attivata nello stesso anno in seno alla facoltà medica, dove poi ricoprì il ruolo di rettore dal 1831 al 1832.